# Esmolol
{{Drugbox-lat
| Verifiedfields = 
| verifiedrevid = 412885041
| IUPAC_name = metil (RS)-3-{4-[2-hidroksi-3-(propan-2-ilamino)propoksi]fenil}propanoat
| image = Esmolol structure.svg
| width =
| image2 =
| width2 =
| tradename =  
| Drugs.com = Monografija
| pregnancy_AU = C
| pregnancy_US = C
| pregnancy_category =  
| legal_status =  
| routes_of_administration = IV
| bioavailability = -
| protein_bound = 60%
| metabolism = Eritrociti
| elimination_half-life = 9 minuta
| excretion = Renalno
| CAS_number_Ref =  
| CAS_number = 103598-03-4
| ATC_prefix = C07
| ATC_suffix = AB09
| PubChem = 59768
| IUPHAR_ligand =
| DrugBank_Ref =  
| DrugBank = DB00187
| ChemSpiderID_Ref =  
| ChemSpiderID = 53916
| UNII_Ref =  
| UNII = MDY902UXSR
| KEGG_Ref =  
| KEGG = D07916
| ChEBI_Ref =  
| ChEBI = 4856
| ChEMBL_Ref =  
| ChEMBL = 768
| C=16 | H=25 | N=1 | O=4 
| molecular_weight = 295,374 /
| smiles = O=C(OC)CCc1ccc(OCC(O)CNC(C)C)cc1
| StdInChI_Ref =  
| StdInChI = 1S/C16H25NO4/c1-12(2)17-10-14(18)11-21-15-7-4-13(5-8-15)6-9-16(19)20-3/h4-5,7-8,12,14,17-18H,6,9-11H2,1-3H3
| StdInChIKey_Ref =  
| StdInChIKey = AQNDDEOPVVGCPG-UHFFFAOYSA-N
}}
Esmolol (Brevibloc) je kardioselektivni blokator beta1 receptora sa brzim početkom dejstva, i veoma kratkim trajanjem. On nema značajno intrinsično simpatomimetično ili membransko stabilišuće dejstvo pri terapeutskim dozama. On je antiaritmik iz klase II.

## Spoljašnje veze
|  | Molimo Vas, obratite pažnju na važno upozorenje u vezi sa temama iz oblasti medicine (zdravlja). |